# تولوکونویه
تولوکونویه (انگلیسی: Tolokonnoye) یک شهرک در بخش بلگورودسکی استان بلگورود کشور روسیه است.